# Vescomtat de Blois
El vescomtat de Blois fou una jurisdicció feudal de França centrada a Blois.
El primer vescomtat de Blois apareix el segle IX amb Garnegaud († vers 906), que és esmentat com a vescomte de Blois. Uns anys després apareix Tibald l'Antic o l'Ancià, que hauria estat primer vescomte de Tours i després de Blois, i que va morir amb uns 55 anys vers el 943; el seu nom "ancià" o més pròpiament "antic" és degut a l'existència d'un successor immediat amb el mateix nom, per distingir un de l'altra, i no pas perquè fos vell. Estava casat amb Riquilda de Blois i fou el pare de Tibald I el Trampós, que el va succeir, i de Ricard, arquebisbe de Bourges mort el 969. Tibald I el Trampós es va apoderar vers 956 de Chartres i Châteaudun i va agafar el títol de comte.
Com a molts comtats, els comtes van establir un vescomte pels afers judicials per delegació o en absència. Aquest vescomte no dominava un territori equivalent al comtat de Blois, sinó els seus dominis alodials (patrimoni) i els que rebia en feu; el vescomte doncs exercia jurisdicció judicial sobre els límits del comtat però el vescomtat era molt més reduït i compartit amb altres senyors lliures o feudataris.
El tibaldians van nomenar un vescomte i el primer que consta fou Robert I (possible fill d'Eudes I de Blois), mort el 1003 que apareix en una carta del 989, casat amb Matilde de Châteaudun (potser en segones noces) filla del vescomte Hug I de Châteadun que després apareix casada en segones noces amb Jofré II Grisegonelle comte de Vendôme. Van deixar un fill, Robert II, que fou vescomte de Blois.
Robert II apareix en una carta de l'1 de març del 1006 (una donació a l'abadia de Saint-Maur-des-Fossés. No se sap quan va morir ni amb qui es va casar, però va tenir almenys dos fills: Nanter i Jocelí que no consten amb cap càrrec. Al mateix temps apareix un Joscelí com a vescomte de Melun, però era un personatge diferent si bé segurament parent, ja que subscriu la carta de l'1 de març del 1006 ("Roberti vicecomitis, Nanterii et Joscelini eius filiorum…Joscelini Miliduni vicecomites").
El següent vescomte que s'esmenta és Hervé que subscriu una donació datada entre 1032 i 1037, una del 1037, una del 1039 i una del 1041 o 1042. Per aquesta darrera se sap que tenia tres fills mascles, i per altres fonts es coneixen dues filles; dels tres mascles, Hilduí és esmentat com a successor del pare. És el darrer assenyalat amb el títol de vescomte de Blois.

## Llista de vescomtes

### Primer vescomtat (després comtat)
- Garnegald fins vers 906
- Tibald l'Antic, vescomte de Tours ?-943
- Tibald I el Trampós 943-960, comte des de 956

### segon vescomtat
- Robert I vers 980- > 1003
- Robert II > 1003 - ?
- Hervé vers 1030-1045
- Hilduí vers 1045-?